# Championnats du monde de cyclisme sur piste 2011
Navigation
Copenhague 2010 Melbourne 2012

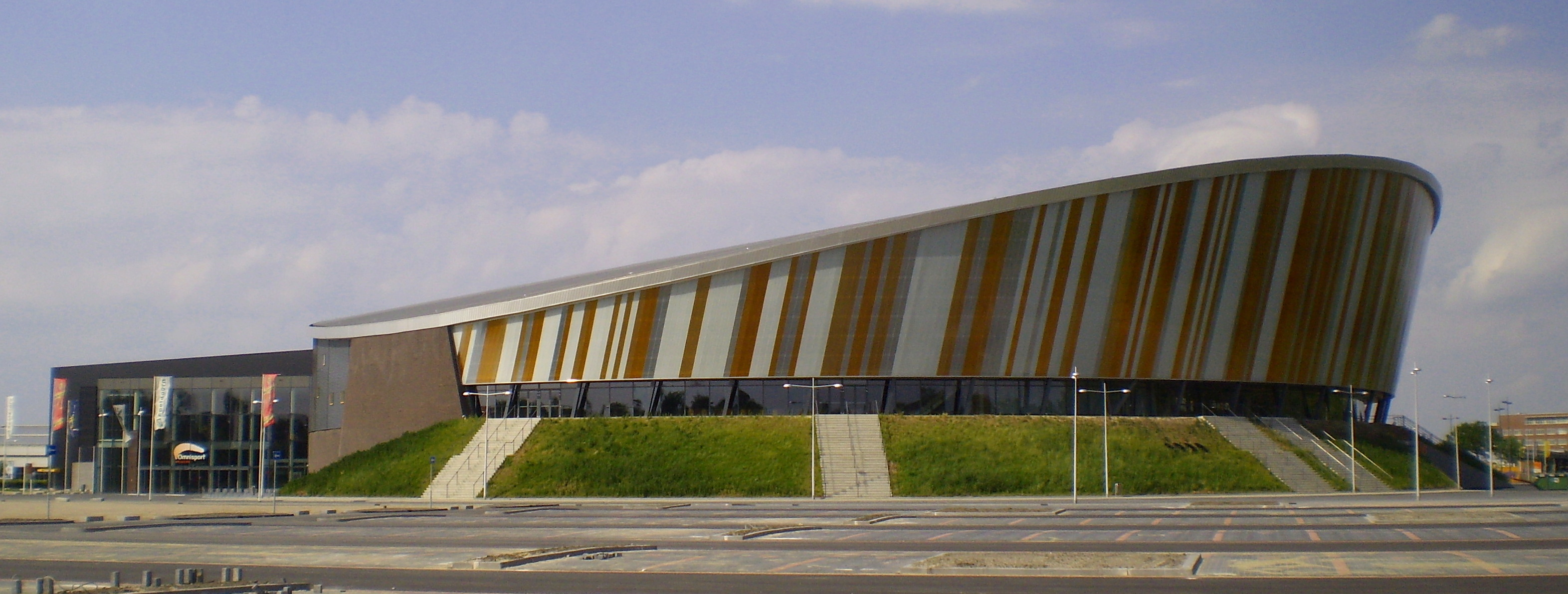
L'Omnisport d'Apeldoorn accueille ces championnats

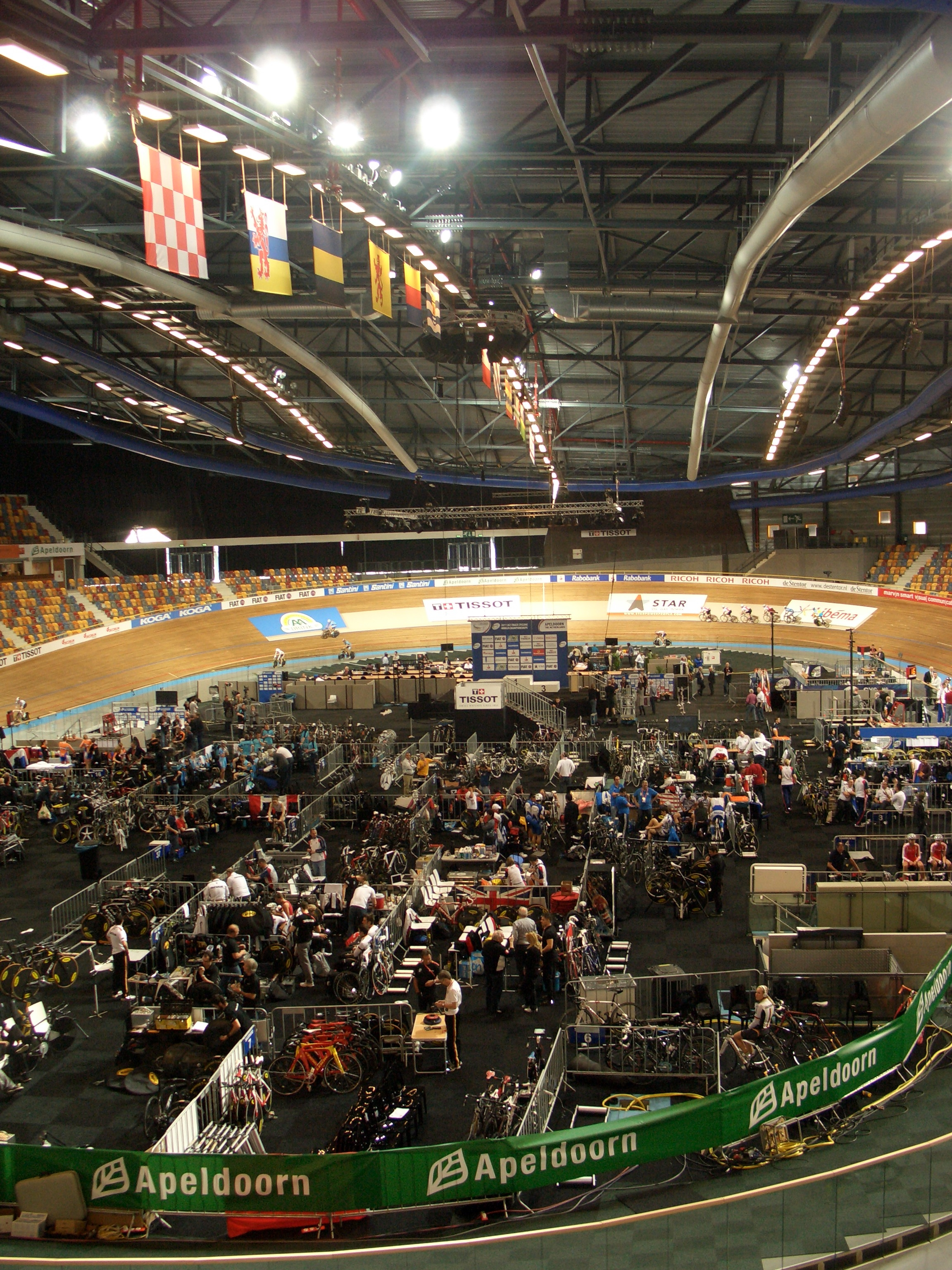
Photo de l'intérieur de la salle

Les championnats du monde de cyclisme sur piste 2011 se sont déroulés à Apeldoorn  aux Pays-Bas du 23 au 27 mars 2011. C'est la septième fois que les Pays-Bas organisent les championnats du monde de cyclisme sur piste.  Pour la troisième année de suite, l'Australie a dominé ces championnats en remportant 8 des 19 titres mis en jeu. Anna Meares remporte trois médailles d'or en trois épreuves.

## Organisation
| Événements | Événements                  | Calendrier (mars) | Calendrier (mars) | Calendrier (mars) | Calendrier (mars) | Calendrier (mars) |
| Événements | Événements                  | 23                | 24                | 25                | 26                | 27                |
| HOMMES     | Poursuite par équipes       | F                 |                   |                   |                   |                   |
| HOMMES     | Scratch 15 km               | F                 |                   |                   |                   |                   |
| HOMMES     | Vitesse par équipes         | F                 |                   |                   |                   |                   |
| HOMMES     | Poursuite individuelle      |                   | F                 |                   |                   |                   |
| HOMMES     | Vitesse individuelle        |                   | Q                 | F                 |                   |                   |
| HOMMES     | Course aux points 40 km     |                   |                   | F                 |                   |                   |
| HOMMES     | Omnium                      |                   |                   | F                 | F                 |                   |
| HOMMES     | Keirin                      |                   |                   |                   | F                 |                   |
| HOMMES     | Kilomètre                   |                   |                   |                   |                   | F                 |
| HOMMES     | Américaine                  |                   |                   |                   |                   | F                 |
| FEMMES     | 500 mètres contre-la-montre | F                 |                   |                   |                   |                   |
| FEMMES     | Course aux points 25 km     | F                 |                   |                   |                   |                   |
| FEMMES     | Poursuite par équipes       |                   | F                 |                   |                   |                   |
| FEMMES     | Vitesse par équipes         |                   | F                 |                   |                   |                   |
| FEMMES     | Poursuite individuelle      |                   |                   | F                 |                   |                   |
| FEMMES     | Vitesse individuelle        |                   |                   | Q                 | F                 |                   |
| FEMMES     | Scratch 10 km               |                   |                   |                   | F                 |                   |
| FEMMES     | Omnium                      |                   |                   |                   | F                 | F                 |
| FEMMES     | Keirin                      |                   |                   |                   |                   | F                 |

| Q | Jour de qualifications uniquement | F | Jour de finales |

## Participation
40 pays affiliés à l'Union cycliste internationale participent à ces championnats.
| Pays           | Cyclistes | Pays            | Cyclistes |
| -------------- | --------- | --------------- | --------- |
| Afrique du Sud | 1         | Allemagne       | 23        |
| Argentine      | 2         | Australie       | 19        |
| Autriche       | 3         | Belgique        | 12        |
| Biélorussie    | 4         | Canada          | 10        |
| Chili          | 6         | Chine           | 11        |
| Colombie       | 12        | Corée du Sud    | 3         |
| Cuba           | 3         | Danemark        | 5         |
| Espagne        | 17        | États-Unis      | 9         |
| France         | 17        | Grande-Bretagne | 17        |
| Grèce          | 10        | Hong Kong       | 8         |

| Pays      | Cyclistes | Pays             | Cyclistes |
| --------- | --------- | ---------------- | --------- |
| Irlande   | 2         | Italie           | 15        |
| Japon     | 10        | Kazakhstan       | 1         |
| Lituanie  | 7         | Malaisie         | 5         |
| Mexique   | 2         | Nouvelle-Zélande | 17        |
| Pays-Bas  | 21        | Ouzbékistan      | 2         |
| Pologne   | 11        | Russie           | 27        |
| Tchéquie  | 11        | Slovénie         | 1         |
| Slovaquie | 1         | Suisse           | 9         |
| Thaïlande | 3         | Taipei chinois   | 2         |
| Ukraine   | 11        | Venezuela        | 5         |

## Médaillés

### Hommes
| Épreuves                                       | Or                                                                  | Or             | Argent                                                             | Argent         | Bronze                                                                     | Bronze           |
| ---------------------------------------------- | ------------------------------------------------------------------- | -------------- | ------------------------------------------------------------------ | -------------- | -------------------------------------------------------------------------- | ---------------- |
| Kilomètre contre-la-montre résultats détaillés | Stefan Nimke Allemagne                                              | 1 min 00 s 793 | Teun Mulder Pays-Bas                                               | 1 min 01 s 179 | François Pervis France                                                     | 1 min 01 s 228   |
| Keirin résultats détaillés                     | Shane Perkins Australie                                             |                | Chris Hoy Grande-Bretagne                                          |                | Teun Mulder Pays-Bas                                                       |                  |
| Vitesse résultats détaillés                    | Jason Kenny Grande-Bretagne                                         |                | Chris Hoy Grande-Bretagne                                          |                | Mickaël Bourgain France                                                    |                  |
| Vitesse par équipes résultats détaillés        | René Enders Maximilian Levy Stefan Nimke Allemagne                  | 44 s 483       | Matthew Crampton Chris Hoy Jason Kenny Grande-Bretagne             | 44 s 235       | Daniel Ellis Matthew Glaetzer Jason Niblett Australie                      | 45 s 241         |
| Poursuite individuelle résultats détaillés     | Jack Bobridge Australie                                             | 4 min 21 s 141 | Jesse Sergent Nouvelle-Zélande                                     | 4 min 23 s 865 | Michael Hepburn Australie                                                  | 4 min 22 s 553   |
| Poursuite par équipes résultats détaillés      | Jack Bobridge Rohan Dennis Michael Hepburn Luke Durbridge Australie | 3 min 57 s 832 | Alexey Markov Ievgueni Kovalev Ivan Kovalev Alexander Serov Russie | 4 min 02 s 229 | Steven Burke Samuel Harrison Peter Kennaugh Andrew Tennant Grande-Bretagne | 4 min 02 s 781   |
| Course aux points résultats détaillés          | Edwin Ávila Colombie                                                | 35 pts         | Cameron Meyer Australie                                            | 25 pts         | Morgan Kneisky France                                                      | 23 pts           |
| Américaine résultats détaillés                 | Leigh Howard Cameron Meyer Australie                                | 8 pts          | Martin Bláha Jiří Hochmann Tchéquie                                | 1 pt           | Theo Bos Peter Schep Pays-Bas                                              | 21 pts (-1 tour) |
| Scratch résultats détaillés                    | Kwok Ho Ting Hong Kong                                              |                | Elia Viviani Italie                                                |                | Morgan Kneisky France                                                      |                  |
| Omnium résultats détaillés                     | Michael Freiberg Australie                                          |                | Shane Archbold Nouvelle-Zélande                                    |                | Gijs Van Hoecke Belgique                                                   |                  |

### Femmes
| Épreuves                                           | Or                                                          | Or             | Argent                                             | Argent         | Bronze                                                   | Bronze         |
| -------------------------------------------------- | ----------------------------------------------------------- | -------------- | -------------------------------------------------- | -------------- | -------------------------------------------------------- | -------------- |
| 500 m contre-la-montre résultats détaillés         | Olga Panarina Biélorussie                                   | 33 s 896       | Sandie Clair France                                | 33 s 919       | Miriam Welte Allemagne                                   | 34 s 496       |
| Keirin féminin résultats détaillés                 | Anna Meares Australie                                       |                | Olga Panarina Biélorussie                          |                | Clara Sanchez France                                     |                |
| Vitesse féminine résultats détaillés               | Anna Meares Australie                                       |                | Simona Krupeckaitė Lituanie                        |                | Victoria Pendleton Grande-Bretagne                       |                |
| Vitesse par équipes féminine résultats détaillés   | Anna Meares Kaarle McCulloch Australie                      | 33 s 237       | Victoria Pendleton Jessica Varnish Grande-Bretagne | 33 s 525       | Guo Shuang Gong Jinjie Chine                             | 33 s 586       |
| Poursuite féminine résultats détaillés             | Sarah Hammer États-Unis                                     | 3 min 32 s 933 | Alison Shanks Nouvelle-Zélande                     | 3 min 33 s 229 | Vilija Sereikaitė Lituanie                               | 3 min 37 s 643 |
| Poursuite par équipes féminine résultats détaillés | Laura Trott Wendy Houvenaghel Danielle King Grande-Bretagne | 3 min 23 s 419 | Sarah Hammer Dotsie Bausch Jennie Reed États-Unis  | 3 min 25 s 308 | Kaytee Boyd Jaime Nielsen Alison Shanks Nouvelle-Zélande | 3 min 24 s 065 |
| Course aux points féminine résultats détaillés     | Tatsiana Sharakova Biélorussie                              |                | Jarmila Machačová Tchéquie                         |                | Giorgia Bronzini Italie                                  |                |
| Scratch féminin résultats détaillés                | Marianne Vos Pays-Bas                                       |                | Katherine Bates Australie                          |                | Danielle King Grande-Bretagne                            |                |
| Omnium féminin résultats détaillés                 | Tara Whitten Canada                                         | 23 pts         | Sarah Hammer États-Unis                            | 31 pts         | Kirsten Wild Pays-Bas                                    | 42 pts         |

## Résultats détaillés

### Hommes

#### Kilomètre

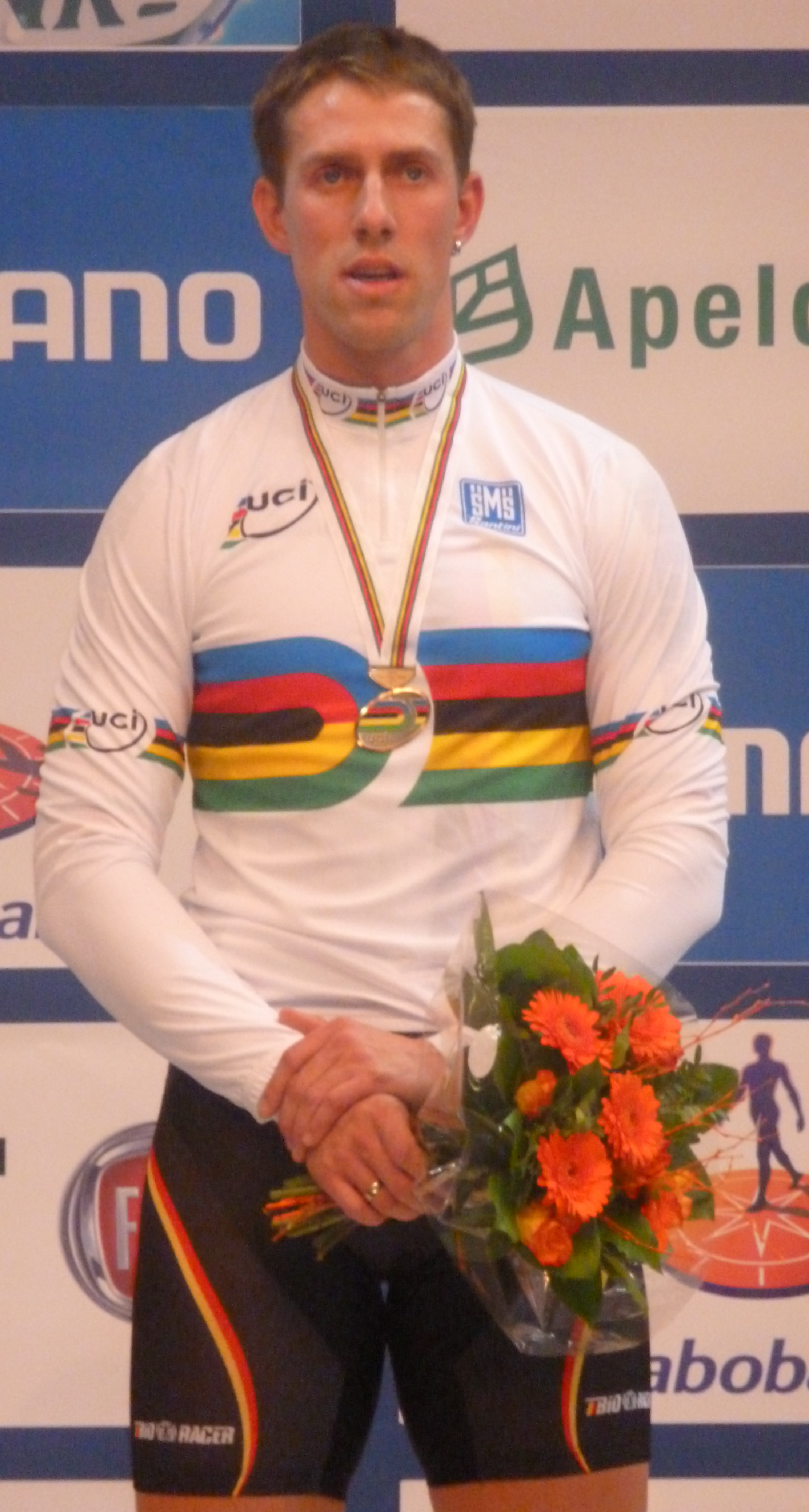
Stefan Nimke sur le podium protocolaire après sa victoire dans l'épreuve du kilomètre.

21 pistards de 13 pays participent à cette épreuve qui a lieu le 27 mars.
| Pos                | Nom                  | Pays             | Temps          |
| ------------------ | -------------------- | ---------------- | -------------- |
| Médaille d'or      | Stefan Nimke         | Allemagne        | 1 min 00 s 793 |
| Médaille d'argent  | Teun Mulder          | Pays-Bas         | 1 min 01 s 179 |
| Médaille de bronze | François Pervis      | France           | 1 min 01 s 228 |
| 4                  | Michaël D'Almeida    | France           | 1 min 01 s 481 |
| 5                  | Joachim Eilers       | Allemagne        | 1 min 02 s 296 |
| 6                  | Quentin Lafargue     | France           | 1 min 02 s 582 |
| 7                  | Tomáš Bábek          | Tchéquie         | 1 min 02 s 788 |
| 8                  | Andrey Kubeev        | Russie           | 1 min 02 s 838 |
| 9                  | Hugo Haak            | Pays-Bas         | 1 min 02 s 897 |
| 10                 | Edward Dawkins       | Nouvelle-Zélande | 1 min 03 s 534 |
| 11                 | Mohd Rizal Tisin     | Malaisie         | 1 min 03 s 651 |
| 12                 | Fabián Puerta        | Colombie         | 1 min 03 s 653 |
| 13                 | Kamil Kuczyński      | Pologne          | 1 min 03 s 791 |
| 14                 | Yevhen Bolibrukh     | Ukraine          | 1 min 03 s 846 |
| 15                 | Adrian Tekliński     | Pologne          | 1 min 04 s 086 |
| 16                 | Yudai Nitta          | Japon            | 1 min 04 s 201 |
| 17                 | Nikolay Zhurkin      | Russie           | 1 min 04 s 312 |
| 18                 | Ángel Pulgar         | Venezuela        | 1 min 05 s 083 |
| 19                 | Francesco Ceci       | Italie           | 1 min 05 s 193 |
| 20                 | Muhd Amran           | Malaisie         | 1 min 08 s 450 |
| –                  | Simon van Velthooven | Nouvelle-Zélande | Pas au départ  |

#### Keirin
33 pistards de 18 pays participent à cette épreuve qui a lieu le 26 mars.
- Finale

| Pos. | Nom              | Pays             |
| ---- | ---------------- | ---------------- |
| 1    | Shane Perkins    | Australie        |
| 2    | Chris Hoy        | Grande-Bretagne  |
| 3    | Teun Mulder      | Pays-Bas         |
| 4    | Matthew Crampton | Grande-Bretagne  |
| 5    | René Enders      | Allemagne        |
| 6    | Edward Dawkins   | Nouvelle-Zélande |

#### Vitesse
50 pistards de 21 pays participent à cette épreuve qui a lieu les 24-25 mars. Jason Kenny remporte son premier titre après la disqualification de Grégory Baugé.
Un round de qualification détermine les face à face des 1/16e de finale. Le plus rapide rencontre le 24e temps, le deuxième temps rencontre le 23e temps, et ainsi de suite.
Le premier de chaque tête à tête (12 au total) se qualifie pour les 1/8e de finale. Il n'y a pas de repêchages pour les coureurs éliminés de ce tour.
Au tour suivant, les six vainqueurs de chaque match se qualifient pour les 1/4 de finale et les perdants disputent un repêchage pour déterminer les deux autres qualifiés.
Les quatre vainqueurs des quarts se qualifient pour les demis.
- Finales

| Manche                           | Nom              | Pays            | 1re manche | 2e manche | 3e manche |
| -------------------------------- | ---------------- | --------------- | ---------- | --------- | --------- |
| Match pour la médaille d'or      |                  |                 |            |           |           |
| DSQ                              | Grégory Baugé    | France          | 10 s 224   | 10 s 220  |           |
| Médaille d'or                    | Jason Kenny      | Grande-Bretagne |            |           |           |
| Match pour la médaille de bronze |                  |                 |            |           |           |
| Médaille d'argent                | Chris Hoy        | Grande-Bretagne |            | 10 s 442  | 10 s 652  |
| Médaille de bronze               | Mickaël Bourgain | France          | 10 s 616   |           |           |

#### Vitesse par équipes
18 équipes de trois coureurs participent à cette épreuve qui a lieu le 23 mars. Après la qualification, les deux meilleurs temps s'affrontent pour la médaille d'or et les 3e et 4e temps pour la médaille de bronze. La France bat l'Allemagne en finale dans une revanche par rapport à l'année précédente.

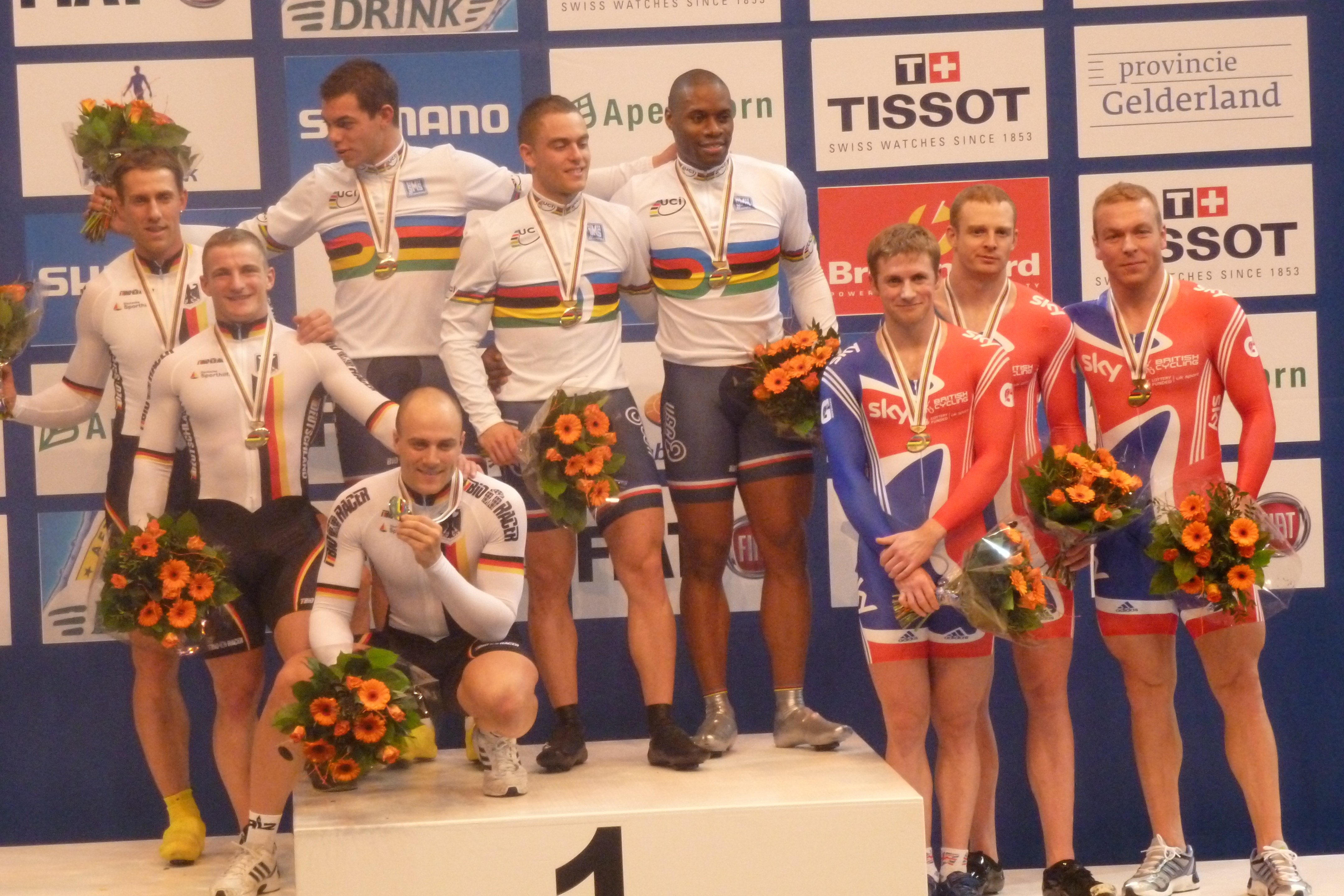
Podium de la vitesse par équipes avant le déclassement de l'équipe de France.

- Finales

| Pos.                             | Nom                                          | Pays            | Temps    |
| -------------------------------- | -------------------------------------------- | --------------- | -------- |
| Match pour la médaille d'or      |                                              |                 |          |
| DSQ                              | Michaël D'Almeida Grégory Baugé Kévin Sireau | France          | 43 s 867 |
| Médaille d'or                    | René Enders Maximilian Levy Stefan Nimke     | Allemagne       | 44 s 483 |
| Match pour la médaille de bronze |                                              |                 |          |
| Médaille d'argent                | Matthew Crampton Chris Hoy Jason Kenny       | Grande-Bretagne | 44 s 235 |
| Médaille de bronze               | Daniel Ellis Matthew Glaetzer Jason Niblett  | Australie       | 45 s 241 |

#### Poursuite individuelle
22 cyclistes de 16 pays participent à cette épreuve qui a lieu le 24 mars. Après la qualification, les deux meilleurs temps s'affrontent pour la médaille d'or et les 3e et 4e temps pour la médaille de bronze.
- Finales

| Course pour la médaille d'or      |                 |                  |                |
| Médaille d'or                     | Jack Bobridge   | Australie        | 4 min 21 s 141 |
| Médaille d'argent                 | Jesse Sergent   | Nouvelle-Zélande | 4 min 23 s 865 |
| Course pour la médaille de bronze |                 |                  |                |
| Médaille de bronze                | Michael Hepburn | Australie        | 4 min 22 s 553 |
| 4                                 | Rohan Dennis    | Australie        | 4 min 24 s 087 |

#### Poursuite par équipes
17 équipes de quatre pistards participent à cette épreuve qui a lieu le 23 mars. Après la qualification, les deux meilleurs temps s'affrontent pour la médaille d'or et les 3e et 4e temps pour la médaille de bronze.
- Finales

| Pos.                             | Nom                                                         | Pays             | Temps          |
| -------------------------------- | ----------------------------------------------------------- | ---------------- | -------------- |
| Match pour la médaille d'or      |                                                             |                  |                |
| Médaille d'or                    | Jack Bobridge Rohan Dennis Luke Durbridge Michael Hepburn   | Australie        | 3 min 57 s 832 |
| Médaille d'argent                | Alexei Markov Ievgueni Kovalev Ivan Kovalev Alexander Serov | Russie           | 4 min 02 s 229 |
| Match pour la médaille de bronze |                                                             |                  |                |
| Médaille de bronze               | Steven Burke Samuel Harrison Peter Kennaugh Andrew Tennant  | Grande-Bretagne  | 4 min 02 s 781 |
| 4                                | Sam Bewley Peter Latham Marc Ryan Jesse Sergent             | Nouvelle-Zélande | 4 min 05 s 977 |

#### Course aux points
18 cyclistes de 18 pays différents participent à la compétition, qui se déroule le 25 mars. Edwin Ávila en remportant la course devient le premier colombien titré sur la course aux points (en seniors).
| Pos.               | Nom                     | Pays             | Points au sprint* | Points au tour** | Total |
| ------------------ | ----------------------- | ---------------- | ----------------- | ---------------- | ----- |
| Médaille d'or      | Edwin Ávila             | Colombie         | 13                | 20               | 33    |
| Médaille d'argent  | Cameron Meyer           | Australie        | 25                | 0                | 25    |
| Médaille de bronze | Morgan Kneisky          | France           | 23                | 0                | 23    |
| 4                  | Alexander Khatuntsev    | Russie           | 20                | 0                | 20    |
| 5                  | Milan Kadlec            | Tchéquie         | 17                | 0                | 17    |
| 6                  | Peter Schep             | Pays-Bas         | 13                | 0                | 13    |
| 7                  | Gerardo Fernández       | Argentine        | 8                 | 0                | 8     |
| 8                  | Silvan Dillier          | Suisse           | 8                 | 0                | 8     |
| 9                  | Polychrónis Tzortzákis  | Grèce            | 7                 | 0                | 7     |
| 10                 | Choi Ki Ho              | Hong Kong        | 6                 | 0                | 6     |
| 11                 | Sergiy Lagkuti          | Ukraine          | 6                 | 0                | 6     |
| 12                 | Berik Kupeshov          | Kazakhstan       | 5                 | 0                | 5     |
| 13                 | Omar Bertazzo           | Italie           | 4                 | 0                | 4     |
| 14                 | Roman Dronin            | Ouzbékistan      | 3                 | 0                | 3     |
| 15                 | Franz Schiewer          | Allemagne        | 2                 | 0                | 2     |
| 16                 | Ingmar De Poortere      | Belgique         | 2                 | 0                | 2     |
| 17                 | Luis Fernando Sepúlveda | Chili            | 1                 | 0                | 1     |
| –                  | Thomas Scully           | Nouvelle-Zélande | 13                | -20              | Abd   |

Note :

* Un sprint a lieu tous les 10 tours. 5 points sont attribués au premier, puis 3, 2 et 1 points, respectivement aux 2e, 3e et 4e du sprint. 

** 20 points sont attribués pour chaque coureur qui arrive à prendre un tour au reste du peloton.

#### Américaine
16 équipes de deux coureurs participent à cette épreuve qui a lieu le 27 mars.
| Pos.               | Nom                                           | Pays             | Points | Tours parcourus |
| ------------------ | --------------------------------------------- | ---------------- | ------ | --------------- |
| Médaille d'or      | Leigh Howard Cameron Meyer                    | Australie        | 8      |                 |
| Médaille d'argent  | Martin Bláha Jiří Hochmann                    | Tchéquie         | 1      |                 |
| Médaille de bronze | Theo Bos Peter Schep                          | Pays-Bas         | 21     | -1              |
| 4                  | Vivien Brisse Morgan Kneisky                  | France           | 18     | -1              |
| 5                  | Unai Elorriaga Zubiaur David Muntaner Juaneda | Espagne          | 17     | -1              |
| 6                  | Elia Viviani Davide Cimolai                   | Italie           | 13     | -1              |
| 7                  | Kenny De Ketele Tim Mertens                   | Belgique         | 7      | -1              |
| 8                  | Andreas Graf Andreas Müller                   | Autriche         | 7      | -1              |
| 9                  | Weimar Roldán Carlos Urán                     | Colombie         | 5      | -1              |
| 10                 | Alexander Khatuntsev Kiril Yatsevich          | Russie           | 4      | -1              |
| 11                 | Alexander Aeschbach Tristan Marguet           | Suisse           | 3      | -1              |
| 12                 | Ralf Matzka Robert Bengsch                    | Allemagne        | 2      | -1              |
| 13                 | Aaron Gate Thomas Scully                      | Nouvelle-Zélande | 2      | -1              |
| 14                 | Sebastian Donadio Gerardo Fernández           | Argentine        | 1      | -2              |
| 15                 | Sergiy Lagkuti Mykhaylo Radionov              | Ukraine          | 1      | -2              |
| 16                 | Kwok Ho Ting Choi Ki Ho                       | Hong Kong        | 0      | -2              |

#### Scratch
21 cyclistes de 21 pays participent à cette compétition qui a lieu le 23 mars. La course se déroule sur 60 tours, soit 15 kilomètres.
| Pos                | Nom                          | Pays            | Notes |
| ------------------ | ---------------------------- | --------------- | ----- |
| Médaille d'or      | Kwok Ho Ting                 | Hong Kong       |       |
| Médaille d'argent  | Elia Viviani                 | Italie          |       |
| Médaille de bronze | Morgan Kneisky               | France          |       |
| 4                  | Carlos Urán                  | Colombie        |       |
| 5                  | Unai Elorriaga Zubiaur       | Espagne         |       |
| 6                  | Martin Bláha                 | Tchéquie        |       |
| 7                  | Cameron Meyer                | Australie       |       |
| 8                  | Nicky Cocquyt                | Belgique        |       |
| 9                  | Andreas Müller               | Autriche        |       |
| 10                 | Rafał Ratajczyk              | Pologne         |       |
| 11                 | Bobby Lea                    | États-Unis      |       |
| –                  | Ralf Matzka                  | Allemagne       | Abd   |
| –                  | Wim Stroetinga               | Pays-Bas        | Abd   |
| –                  | Tristan Marguet              | Suisse          | Abd   |
| –                  | Berik Kupeshov               | Kazakhstan      | Abd   |
| –                  | Kazuhiro Mori                | Japon           | Abd   |
| –                  | Thurakit Boonratanathanakorn | Thaïlande       | Abd   |
| –                  | Cristopher Mansilla          | Chili           | Abd   |
| –                  | Sam Harrison                 | Grande-Bretagne | Abd   |
| –                  | Ivan Savitskiy               | Russie          | Abd   |
| –                  | Muhd Amran                   | Malaisie        | Abd   |

#### Omnium
22 pistards de 22 pays différents participent à cette épreuve qui a lieu les 25-26 mars. La compétition consiste en six épreuves disputées sur deux jours : un contre-la-montre de 200 mètres départ lancé, une course aux points, une course à élimination, une poursuite de 4 kilomètres, une course scratch et un contre-la-montre de 1000 mètres départ arrêté.
On additionne le classement de chaque coureur dans les 6 épreuves et le gagnant est celui qui totalise le moins de points.
- Classement général

| Pos.               | Nom                 | Pays             | Total |
| ------------------ | ------------------- | ---------------- | ----- |
| Médaille d'or      | Michael Freiberg    | Australie        | 34    |
| Médaille d'argent  | Shane Archbold      | Nouvelle-Zélande | 38    |
| Médaille de bronze | Gijs Van Hoecke     | Belgique         | 41    |
| 4                  | Eloy Teruel Rovira  | Espagne          | 46    |
| 5                  | Juan Esteban Arango | Colombie         | 47    |
| 6                  | Zachary Bell        | Canada           | 52    |
| 7                  | Elia Viviani        | Italie           | 52    |
| 8                  | Bryan Coquard       | France           | 56    |
| 9                  | Alexei Markov       | Russie           | 59    |
| 10                 | Martyn Irvine       | Irlande          | 62    |
| 11                 | Lasse Norman Hansen | Danemark         | 63    |
| 12                 | Samuel Harrison     | Grande-Bretagne  | 66    |
| 13                 | Luis Mansilla       | Chili            | 67    |
| 14                 | Tim Veldt           | Pays-Bas         | 69    |
| 15                 | Ioánnis Tamourídis  | Grèce            | 73    |
| 16                 | Kwok Ho Ting        | Hong Kong        | 86    |
| 17                 | Erik Mohs           | Allemagne        | 87    |
| 18                 | Kazuhiro Mori       | Japon            | 101   |
| 19                 | Vladimir Tuychiev   | Ouzbékistan      | 107   |
| 20                 | Bobby Lea           | États-Unis       | 123   |
| 21                 | Alois Kaňkovský     | Tchéquie         | 128   |
| 22                 | Rafał Ratajczyk     | Pologne          | DNF   |

### Femmes

#### 500 m

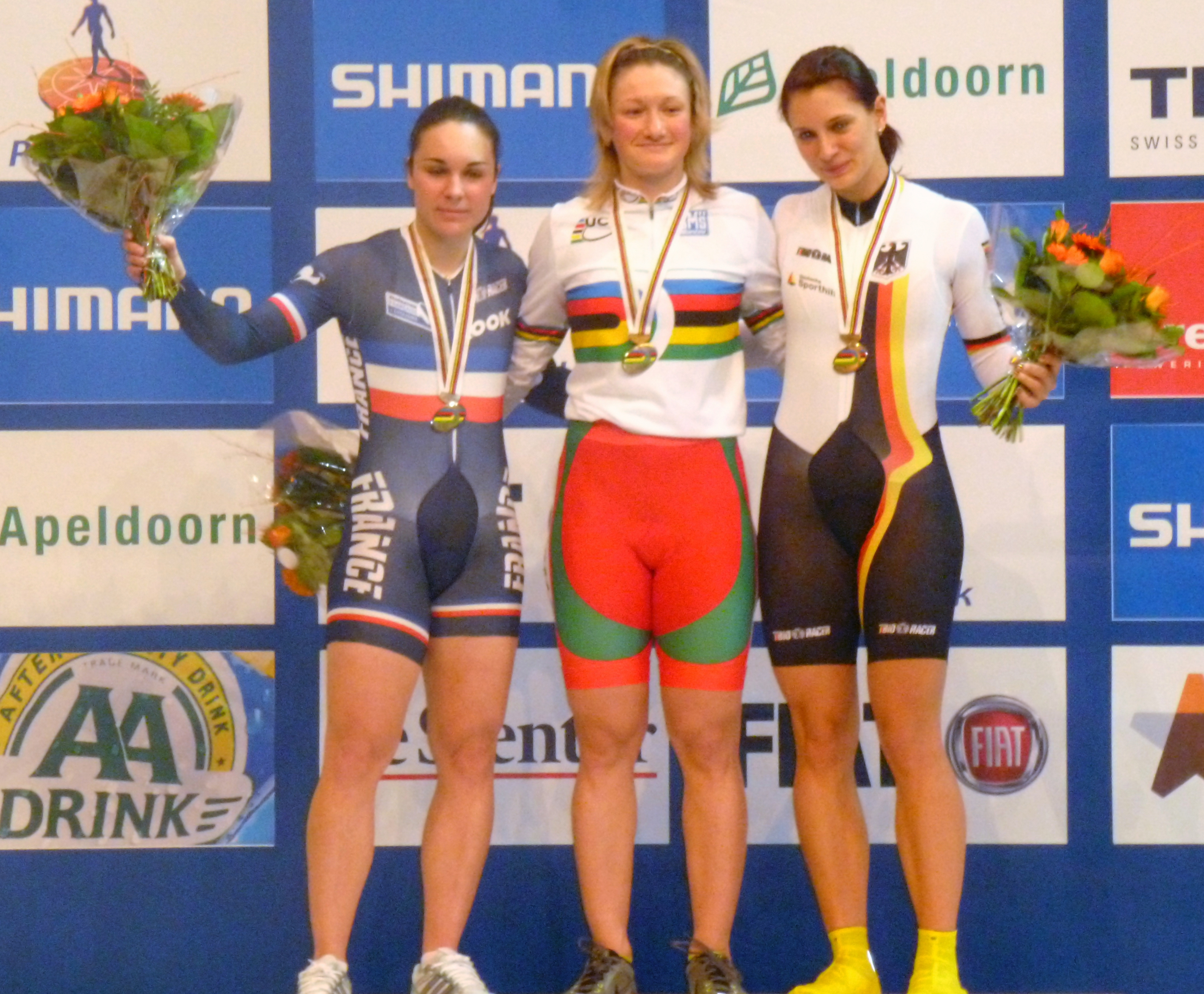
Podium du 500 mètres contre-la-montre (de gauche à droite Sandie Clair, Olga Panarina et Miriam Welte).

13 pistardes de 13 pays participent à cette épreuve qui a lieu le 23 mars. La course consiste en un contre-la-montre de 500 mètres départ arrêté.
| Pos.               | Nom                   | Pays            | Temps    |
| ------------------ | --------------------- | --------------- | -------- |
| Médaille d'or      | Olga Panarina         | Biélorussie     | 33 s 896 |
| Médaille d'argent  | Sandie Clair          | France          | 33 s 919 |
| Médaille de bronze | Miriam Welte          | Allemagne       | 34 s 496 |
| 4                  | Willy Kanis           | Pays-Bas        | 34 s 657 |
| 5                  | Lee Wai Sze           | Hong Kong       | 34 s 710 |
| 6                  | Lisandra Guerra       | Cuba            | 34 s 722 |
| 7                  | Rebecca James         | Grande-Bretagne | 35 s 035 |
| 8                  | Olga Streltsova       | Russie          | 35 s 727 |
| 9                  | Kim Won-Gyeong        | Corée du Sud    | 36 s 120 |
| 10                 | Fatehah Mustapa       | Malaisie        | 36 s 458 |
| 11                 | Angeliki Koutsonikoli | Grèce           | 36 s 752 |
| 12                 | Ryoko Nakagawa        | Japon           | 37 s 660 |
| 13                 | Daniela Gaxiola       | Espagne         | 38 s 442 |

#### Keirin
23 pistardes de 14 pays participent à cette épreuve qui a lieu le 27 mars.
- Finale

| Pos. | Nom             | Pays        |
| ---- | --------------- | ----------- |
| 1    | Anna Meares     | Australie   |
| 2    | Olga Panarina   | Biélorussie |
| 3    | Clara Sanchez   | France      |
| 4    | Guo Shuang      | Chine       |
| 5    | Fatehah Mustapa | Malaisie    |
| 6    | Lisandra Guerra | Cuba        |

#### Vitesse
28 pistardes de 16 pays participent à cette épreuve qui a lieu les 25-26 mars.
Un round de qualification détermine les face à face des 1/16e de finale. La plus rapide rencontre le 24e temps, le deuxième temps rencontre le 23e temps, et ainsi de suite.
La première de chaque tête à tête (12 au total) se qualifie pour les 1/8e de finale. Il n'y a pas de repêchages pour les coureuses éliminées de ce tour.

Au tour suivant, les six vainqueurs de chaque match se qualifient pour les 1/4 de finale et les perdantes disputent un repêchage pour déterminer les deux autres qualifiées.
Les quatre vainqueurs des quarts se qualifient pour les demis.
- Finales

| Manche                           | Nom                | Pays            | 1re manche | 2e manche |
| -------------------------------- | ------------------ | --------------- | ---------- | --------- |
| Match pour la médaille d'or      |                    |                 |            |           |
| Médaille d'or                    | Anna Meares        | Australie       | 11 s 984   | 11 s 453  |
| Médaille d'argent                | Simona Krupeckaitė | Lituanie        |            |           |
| Match pour la médaille de bronze |                    |                 |            |           |
| Médaille de bronze               | Victoria Pendleton | Grande-Bretagne | 11 s 682   | 11 s 682  |
| 4                                | Olga Panarina      | Biélorussie     |            |           |

#### Vitesse par équipes
15 équipes de deux pistardes participent à cette épreuve qui a lieu le 24 mars. Après la qualification, les deux meilleurs temps s'affrontent pour la médaille d'or et les 3e et 4e temps pour la médaille de bronze.
- Finales

| Pos.                             | Nom                                | Pays            | Temps    |
| -------------------------------- | ---------------------------------- | --------------- | -------- |
| Match pour la médaille d'or      |                                    |                 |          |
| Médaille d'or                    | Anna Meares Kaarle McCulloch       | Australie       | 33 s 237 |
| Médaille d'argent                | Victoria Pendleton Jessica Varnish | Grande-Bretagne | 33 s 525 |
| Match pour la médaille de bronze |                                    |                 |          |
| Médaille de bronze               | Guo Shuang Gong Jinjie             | Chine           | 33 s 586 |
| 4                                | Clara Sanchez Sandie Clair         | France          | 33 s 731 |

#### Poursuite individuelle
18 pistardes de 12 pays participent à cette épreuve qui a lieu le 25 mars. Après la qualification, les deux meilleurs temps s'affrontent pour la médaille d'or et les 3e et 4e temps pour la médaille de bronze.
- Finales

| Pos.                             | Nom               | Pays             | Temps          |
| -------------------------------- | ----------------- | ---------------- | -------------- |
| Match pour la médaille d'or      |                   |                  |                |
| Médaille d'or                    | Sarah Hammer      | États-Unis       | 32 s 933       |
| Médaille d'argent                | Alison Shanks     | Nouvelle-Zélande | 3 min 33 s 229 |
| Match pour la médaille de bronze |                   |                  |                |
| Médaille de bronze               | Vilija Sereikaitė | Lituanie         | 37 s 643       |
| 4                                | Jaime Nielsen     | Nouvelle-Zélande | 3 min 40 s 138 |

#### Poursuite par équipes
16 équipes de trois pistardes participent à cette épreuve qui a lieu le 24 mars. Après la qualification, les deux meilleurs temps s'affrontent pour la médaille d'or et les 3e et 4e temps pour la médaille de bronze.
- Finales

| Pos.                             | Nom                                         | Pays             | Temps          |
| -------------------------------- | ------------------------------------------- | ---------------- | -------------- |
| Match pour la médaille d'or      |                                             |                  |                |
| Médaille d'or                    | Laura Trott Wendy Houvenaghel Danielle King | Grande-Bretagne  | 3 min 23 s 419 |
| Médaille d'argent                | Sarah Hammer Dotsie Bausch Jennie Reed      | États-Unis       | 3 min 25 s 308 |
| Match pour la médaille de bronze |                                             |                  |                |
| Médaille de bronze               | Kaytee Boyd Jaime Nielsen Alison Shanks     | Nouvelle-Zélande | 3 min 24 s 065 |
| 4                                | Amy Cure Katherine Bates Josephine Tomic    | Australie        | 3 min 24 s 422 |

#### Course aux points
20 coureuses de 20 pays différents participent à la compétition, qui se déroule le 23 mars sur 100 tours (25 kilomètres).
| Pos.               | Nom                  | Pays             | Points au sprint* | Points au tour** | Total |
| ------------------ | -------------------- | ---------------- | ----------------- | ---------------- | ----- |
| Médaille d'or      | Tatsiana Sharakova   | Biélorussie      | 10                | 20               | 30    |
| Médaille d'argent  | Jarmila Machačová    | Tchéquie         | 20                | 0                | 20    |
| Médaille de bronze | Giorgia Bronzini     | Italie           | 14                | 0                | 14    |
| 4                  | Minami Uwano         | Japon            | 12                | 0                | 12    |
| 5                  | Yoanka González      | Cuba             | 10                | 0                | 10    |
| 6                  | Cari Higgins         | États-Unis       | 7                 | 0                | 7     |
| 7                  | Marianne Vos         | Pays-Bas         | 7                 | 0                | 7     |
| 8                  | María Luisa Calle    | Colombie         | 6                 | 0                | 6     |
| 9                  | Joanne Kiesanowski   | Nouvelle-Zélande | 6                 | 0                | 6     |
| 10                 | Madeleine Sandig     | Allemagne        | 5                 | 0                | 5     |
| 11                 | Pascale Schnider     | Suisse           | 4                 | 0                | 4     |
| 12                 | Danielys García      | Venezuela        | 0                 | 0                | 0     |
| 13                 | Hsiao Mei-yu         | Taipei chinois   | 0                 | 0                | 0     |
| 14                 | Chanpeng Nontasin    | Thaïlande        | 0                 | 0                | 0     |
| 15                 | Jamie Wong           | Hong Kong        | 0                 | 0                | 0     |
| 16                 | Svetlana Pauliukaitė | Lituanie         | 0                 | 0                | 0     |
| –                  | Leire Olaberría      | Espagne          | 6                 | 0                | Abd   |
| –                  | Pascale Jeuland      | France           | 3                 | 0                | Abd   |
| –                  | Sarah Kent           | Australie        | 0                 | 0                | Abd   |
| –                  | Edyta Jasińska       | Pologne          | 0                 | 0                | Abd   |

Note :

* Un sprint a lieu tous les 10 tours. 5 points sont attribués à la première, puis 3, 2 et 1 points, respectivement aux 2e, 3e et 4e du sprint. 

** 20 points sont attribués pour chaque cycliste qui arrive à prendre un tour au reste du peloton.

#### Scratch

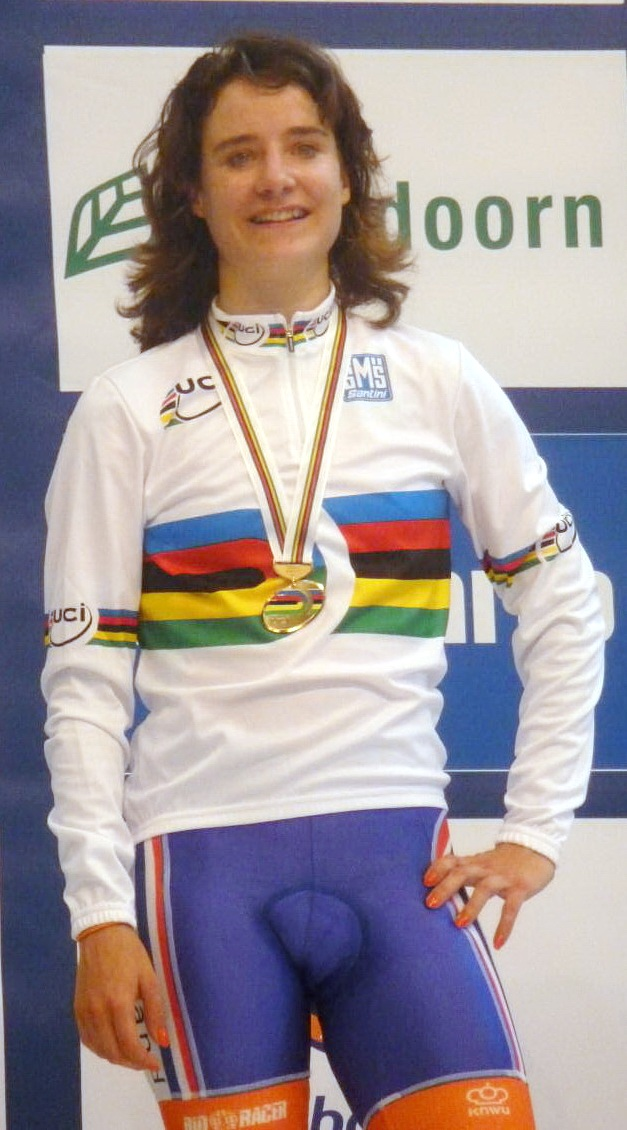
Marianne Vos décroche le titre de la course scratch à domicile.

19 cyclistes de 19 pays participent à cette compétition qui a lieu le 26 mars. La course se déroule sur 40 tours, soit 10 kilomètres.
| Pos                | Nom                 | Pays            |
| ------------------ | ------------------- | --------------- |
| Médaille d'or      | Marianne Vos        | Pays-Bas        |
| Médaille d'argent  | Katherine Bates     | Australie       |
| Médaille de bronze | Danielle King       | Grande-Bretagne |
| 4                  | Els Belmans         | Belgique        |
| 5                  | Aksana Papko        | Biélorussie     |
| 6                  | Malgorzata Wojtyra  | Pologne         |
| 7                  | Giorgia Bronzini    | Italie          |
| 8                  | Anastasia Tchulkova | Russie          |
| 9                  | Sofía Arreola       | Mexique         |
| 10                 | Lucie Zaleska       | Tchéquie        |
| 11                 | Elke Gebhardt       | Allemagne       |
| 12                 | Débora Gálvez       | Espagne         |
| 13                 | Diao Xiao Juan      | Hong Kong       |
| 14                 | Fatehah Mustapa     | Malaisie        |
| 15                 | Jennie Reed         | États-Unis      |
| 16                 | Alzbeta Pavlendova  | Slovaquie       |
| 17                 | Yoanka González     | Cuba            |
| 18                 | Pascale Jeuland     | France          |
| 19                 | Paola Muñoz         | Chili           |

#### Omnium
24 pistardes de 24 pays différents participent à cette épreuve qui a lieu les 26-27 mars. La compétition consiste en six épreuves disputées sur deux jours : un contre-la-montre de 200 mètres départ lancé, une course aux points, une course à élimination, une poursuite de 2 kilomètres, une course scratch et un contre-la-montre de 500 mètres départ arrêté.
On additionne le classement de chaque cycliste dans les 6 épreuves et la gagnante est celle qui totalise le moins de points.
- Classement général

| Pos.               | Nom                | Pays             | Total |
| ------------------ | ------------------ | ---------------- | ----- |
| Médaille d'or      | Tara Whitten       | Canada           | 23    |
| Médaille d'argent  | Sarah Hammer       | États-Unis       | 31    |
| Médaille de bronze | Kirsten Wild       | Pays-Bas         | 42    |
| 4                  | Malgorzata Wojtyra | Pologne          | 45    |
| 5                  | Tatsiana Sharakova | Biélorussie      | 46    |
| 6                  | Marlies Mejías     | Cuba             | 49    |
| 7                  | Leire Olaberría    | Espagne          | 51    |
| 8                  | Amy Cure           | Australie        | 53    |
| 9                  | Joanne Kiesanowski | Nouvelle-Zélande | 57    |
| 10                 | Evgenia Romanyuta  | Russie           | 57    |
| 11                 | Laura Trott        | Grande-Bretagne  | 62    |
| 12                 | Lee Min-Hye        | Corée du Sud     | 73    |
| 13                 | Jolien D'Hoore     | Belgique         | 74    |
| 14                 | Lisa Brennauer     | Allemagne        | 81    |
| 15                 | Angie González     | Venezuela        | 84    |
| 16                 | Pascale Jeuland    | France           | 86    |
| 17                 | María Luisa Calle  | Colombie         | 87    |
| 18                 | Hsiao Mei-yu       | Taipei chinois   | 93    |
| 19                 | Jutatip Maneephan  | Thaïlande        | 93    |
| 20                 | Jarmila Machačová  | Tchéquie         | 107   |
| 21                 | Vaida Pikauskaitė  | Lituanie         | 115   |
| 22                 | Diao Xiao Juan     | Hong Kong        | 129   |
| –                  | Pascale Schnider   | Suisse           | Abd   |
| –                  | Minami Uwano       | Japon            | Abd   |

## Tableau des médailles
| Rang  | Nation           | Or | Argent | Bronze | Total |
| ----- | ---------------- | -- | ------ | ------ | ----- |
| 1     | Australie        | 8  | 2      | 2      | 12    |
| 2     | Grande-Bretagne  | 2  | 4      | 3      | 9     |
| 3     | Biélorussie      | 2  | 1      | 0      | 3     |
| 4     | Allemagne        | 2  | 0      | 1      | 3     |
| 5     | États-Unis       | 1  | 2      | 0      | 3     |
| 6     | Pays-Bas         | 1  | 1      | 3      | 5     |
| 7     | Canada           | 1  | 0      | 0      | 1     |
| 7     | Colombie         | 1  | 0      | 0      | 1     |
| 7     | Hong Kong        | 1  | 0      | 0      | 1     |
| 10    | Nouvelle-Zélande | 0  | 3      | 1      | 4     |
| 11    | Tchéquie         | 0  | 2      | 0      | 2     |
| 12    | France           | 0  | 1      | 5      | 6     |
| 13    | Italie           | 0  | 1      | 1      | 2     |
| 13    | Lituanie         | 0  | 1      | 1      | 2     |
| 15    | Russie           | 0  | 1      | 0      | 1     |
| 16    | Belgique         | 0  | 0      | 1      | 1     |
| 16    | Chine            | 0  | 0      | 1      | 1     |
| Total | Total            | 19 | 19     | 19     | 57    |